# Клоппшинкен
Кло́ппшинкен (нем. Kloppschinken — «отбивная ветчина») — немецкое мясное блюдо из сырокопчёной ветчины, приготовленной как шницель. Специалитет мекленбургской и померанской кухни. В Уккермарке бедняки готовили клоппшинкен по воскресеньям.
Для приготовления клоппшинкена ветчину нарезают толщиной в 4—6 см и вымачивают в молоке с мускатным орехом в течение нескольких часов, чтобы удалить из ветчины лишнюю соль. Затем ломти ветчины тщательно отбивают, окунают в кляр из муки, яиц и пива и жарят на сковороде. Обычно клоппшинкен подают со спаржей и отварным картофелем.